# Дороті Хайт
Дороті Айрін Гайт (англ. Dorothy Irene Height, 24 березня 1912, Ричмонд, Вірджинія, Сполучені Штати Америки — 20 квітня 2010, Вашингтон, США) — американська громадська діячка та активістка руху за права жінок і чорношкірих громадян США. Дороті була включена в Національний зал слави жінок і стала однією з небагатьох американців, хто був нагороджений двома вищими державними нагородами США — Президентською медаллю Свободи і Золотою медаллю Конгресу. 

## Біографія
Коли їй було п'ять років, вона переїхала з родиною в Ранкін, штат Пенсільванія, де закінчила середню школу в 1929 році. Уже в старших класах вона стала політичною активісткою, борючись з судом Лінча. Також Гайт проявляла великі здібності до ораторського мистецтва. Вона перемогла в національному ораторському конкурсі, завдяки чому змогла отримати стипендію для вступу в коледж. Гайт була прийнята в Барнард-коледж в 1929 році, але після прибуття їй було відмовлено у в'їзді, тому що в коледжі обмежували число чорношкірих студентів. Тоді Гайт пішла вчитись в Нью-Йоркський університет, де отримала ступінь бакалавра в 1932 році й ступінь магістра в галузі педагогічної психології в наступному році. Вона продовжувала навчання в Колумбійському університеті. В той же час вона зайняла посаду соціального працівника. Вона приєдналася і згодом стала лідером Гарлемської організації YWCA, що займається боротьбою за права жінок.
Гайт стала однією з перших активісток, хто звернув увагу на дискримінацію чорношкірих жінок, тоді як раніше ці проблеми традиційно розглядалися окремо. Вона брала участь у багатьох глобальних проектах з розвитку прав чорношкірих. Вона викладала в Делійському університеті. Гайт була прихильницею ненасильницького протесту. Гайт стала соцпрацівницею в Департаменті соціального забезпечення міста Нью-Йорк і борчинею за громадянські права, приєднавшись до Національної ради негритянських жінок. Вона боролася за рівні права як для афроамериканців, так і для жінок. Одним з напрямків її роботи було поліпшення умов праці афроамериканок. Гайт вважалася однією з найвпливовіших діячок в русі за громадянські права. З нею радилися такі політики як Елеонора Рузвельт, Дуайт Девід Ейзенхауер і Ліндон Джонсон. Однією з її напарниць була Мері Маклеод Бетюн. За словами Гайт, вона особисто знала кожного президента США після Франкліна Делано Рузвельта.
У 1957 році Гайт була затверджена на посаду президента Національного рада негритянських жінок, яку займала протягом 40 років до 1996 року. Гайт закликала молоде покоління боротися з неписьменністю, безробіттям і вживанням наркотиків, допомагала молодим жінкам почати свій бізнес. Вона також продовжувала боротися з судом Лінча і виступала за реформування судової системи .
Гайт померла в 2010 році на 99-му році життя. Їй похорони пройшли у Вашингтонському кафедральному соборі.

## Нагороди
- Золота медаль Конгресу США

Гайт була удостоєна ряду нагород за свою діяльність, в тому числі:
- Candace Award (1986)
- Presidential Citizens Medal (1989)
- Медаль Спінгарна (1993)
- Franklin Delano Roosevelt Freedom From Want Award (1993)
- Включення до Національного зал слави до жінок (1993)
- Президентська медаль Свободи (1994)
- Золота медаль Конгресу США (2004)